# 2022年8—9月广州市2019冠状病毒病聚集性疫情
2022年8－9月广州市2019冠状病毒病聚集性疫情，是指自2022年8月30日起在广州市爆發的2019冠状病毒病聚集性疫情。9月11日，随着广州市番禺区大石街道大维村解除中风险区管控措施，广州本轮聚集性疫情正式结束。

## 背景与溯源
- 在8月31日的广州市疫情防控新闻发布会上，广州市有关方面公布，本轮疫情病毒基因测序结果显示，为奥密克戎变异株BA.2.76引起，工作人员正昼夜不息开展流行病学调查，感染来源暂不清楚[1][2]。
- 在9月1日的广州市疫情防控新闻发布会上，广州市疾病预防控制中心新闻发言人表示，到9月1日为止，本轮疫情的传播链条是很清晰的，绝大部分阳性个案与海珠区宝岗体育场游泳馆有关[3]。

## 疫情信息统计表
| 广州本轮疫情 | 本土新增数据 | 本土新增数据 | 本土新增数据 | 本土新增数据 | 本土累计数据 | 本土累计数据 | 本土累计数据 |               |
| 时间 | 确诊         | 无症状转确诊 | 无症状       | 感染         | 确诊         | 无症状       | 感染         | 来源备注      |
| --- | ------------ | ------------ | ------------ | ------------ | ------------ | ------------ | ------------ | ------------- |
| 8月30日0-24时 | 5            | 0            | 0            | 5            | 5            | 0            | 5            | [ 4 ] [ 5 ]   |
| 8月31日0-24时 | 5            | 0            | 4            | 9            | 10           | 4            | 14           | [ 6 ] [ 7 ]   |
| 9月1日0-24时 | 2            | 1            | 2            | 4            | 13           | 5            | 18           | [ 8 ] [ 9 ]   |
| 9月2日0-24时 | 5            | 2            | 3            | 8            | 20           | 6            | 26           | [ 10 ] [ 11 ] |
| 9月3日0-24时 | 4            | 0            | 0            | 4            | 24           | 6            | 30           | [ 12 ] [ 13 ] |
| 9月4日0-24时 | 6            | 2            | 1            | 7            | 32           | 5            | 37           | [ 14 ] [ 15 ] |
| 9月5日0-24时 | 5            | 0            | 3            | 8            | 37           | 8            | 45           | [ 16 ] [ 17 ] |
| 9月6日0-24时 | 3            | 3            | 1            | 4            | 43           | 6            | 49           | [ 18 ] [ 19 ] |
| 9月7日0-24时 | 1            | 2            | 1            | 2            | 46           | 5            | 51           | [ 20 ] [ 21 ] |
| 9月8日0-24时 | 1            | 1            | 0            | 1            | 48           | 4            | 52           | [ 22 ] [ 23 ] |
| 注：①新增感染=新增确诊+新增无症状-新增无症状转确诊②累计确诊=新增确诊累计③累计无症状=新增无症状-新增无症状转确诊+前日累计无症状累计④累计感染=前日累计感染+新增感染 |              |              |              |              |              |              |              |               |

### 各关联病例情况简表
| #  | 性别 | 年龄 | 报告日期 | 其他资料                                                                           | 报告地 |
| -- | ---- | ---- | -------- | ---------------------------------------------------------------------------------- | ------ |
| 1  | 男   | 66   | 8月30日  | 居住在海珠区龙凤街道，在社区常态化核酸筛查中发现，是广州本轮疫情的首位本土确诊病例 | 广州市 |
| 2  | 女   | 66   | 8月30日  | 居住在海珠区龙凤街道，在社区常态化核酸筛查中发现，是本土确诊病例                   | 广州市 |
| 3  | 女   | 62   | 8月30日  | 居住在海珠区龙凤街道，在密切接触者排查中发现，是本土确诊病例                       | 广州市 |
| 4  | 女   | 36   | 8月30日  | 居住在番禺区大石街道，在密切接触者排查中发现，是本土确诊病例                       | 广州市 |
| 5  | 女   | 3    | 8月30日  | 居住在番禺区大石街道，在密切接触者排查中发现，是本土确诊病例                       | 广州市 |
| 6  | 女   | 63   | 8月31日  | 居住在海珠区江南中街道，在密切接触者排查中发现，是本土确诊病例                     | 广州市 |
| 7  | 女   | 63   | 8月31日  | 居住在海珠区海幢街道，在密切接触者排查中发现，是本土确诊病例                       | 广州市 |
| 8  | 男   | 36   | 8月31日  | 居住在海珠区江南中街道，在密切接触者排查中发现，是本土确诊病例                     | 广州市 |
| 9  | 女   | 67   | 8月31日  | 居住在海珠区龙凤街道，在密切接触者排查中发现，是本土确诊病例                       | 广州市 |
| 10 | 女   | 71   | 8月31日  | 居住在海珠区龙凤街道，在密切接触者排查中发现，是本土确诊病例                       | 广州市 |
| 11 | 女   | 62   | 8月31日  | 居住在海珠区江南中街道，在密切接触者排查中发现，是本土无症状感染者                 | 广州市 |
| 12 | 女   | 66   | 8月31日  | 居住在海珠区龙凤街道，在密切接触者排查中发现，是本土无症状感染者                   | 广州市 |
| 13 | 男   | 65   | 8月31日  | 居住在海珠区江南中街道，在密切接触者排查中发现，是本土无症状感染者                 | 广州市 |
| 14 | 男   | 41   | 8月31日  | 居住在番禺区大石街道，在密切接触者排查中发现，是本土无症状感染者                   | 广州市 |
| 15 | 女   | 52   | 9月1日   | 居住在海珠区龙凤街道，在密切接触者排查中发现，是本土确诊病例                       | 广州市 |
| 16 | 男   | 45   | 9月1日   | 居住在番禺区大石街道，在密切接触者排查中发现，是本土确诊病例                       | 广州市 |
| 17 | 女   | 38   | 9月1日   | 居住在天河区车陂街道，在密切接触者排查中发现，是本土无症状感染者                   | 广州市 |
| 18 | 女   | 74   | 9月1日   | 居住在海珠区龙凤街道，在密切接触者排查中发现，是本土无症状感染者                   | 广州市 |
| 19 | 女   | 70   | 9月2日   | 居住在海珠区沙园街道，在密切接触者排查中发现，是本土确诊病例                       | 广州市 |
| 20 | 女   | 60   | 9月2日   | 居住在海珠区江南中街道，在密切接触者排查中发现，是本土确诊病例                     | 广州市 |
| 21 | 男   | 71   | 9月2日   | 居住在白云区白云湖街道，在密切接触者排查中发现，是本土确诊病例                     | 广州市 |
| 22 | 女   | 27   | 9月2日   | 居住在番禺区大石街道，在重点人群排查中发现，是本土确诊病例                         | 广州市 |
| 23 | 男   | 29   | 9月2日   | 居住在番禺区大石街道，在重点人群排查中发现，是本土确诊病例                         | 广州市 |
| 24 | 男   | 68   | 9月2日   | 居住在海珠区龙凤街道，在密切接触者排查中发现，是本土无症状感染者                   | 广州市 |
| 25 | 男   | 73   | 9月2日   | 居住在海珠区龙凤街道，在密切接触者排查中发现，是本土无症状感染者                   | 广州市 |
| 26 | 女   | 68   | 9月2日   | 居住在海珠区海幢街道，在密切接触者排查中发现，是本土无症状感染者                   | 广州市 |
| 27 | 女   | 49   | 9月3日   | 居住在海珠区龙凤街道，在密切接触者排查中发现，是本土确诊病例                       | 广州市 |
| 28 | 女   | 56   | 9月3日   | 居住在白云区白云湖街道，在密切接触者排查中发现，是本土确诊病例                     | 广州市 |
| 29 | 男   | 63   | 9月3日   | 居住在海珠区江南中街道，在密切接触者排查中发现，是本土确诊病例                     | 广州市 |
| 30 | 男   | 18   | 9月3日   | 居住在番禺区大石街道，在密切接触者排查中发现，是本土确诊病例                       | 广州市 |
| 31 | 女   | 35   | 9月4日   | 居住在番禺区大石街道，在密切接触者排查中发现，是本土确诊病例                       | 广州市 |
| 32 | 男   | 27   | 9月4日   | 居住在番禺区大石街道，在密切接触者排查中发现，是本土确诊病例                       | 广州市 |
| 33 | 女   | 69   | 9月4日   | 居住在海珠区江南中街道，在密切接触者排查中发现，是本土确诊病例                     | 广州市 |
| 34 | 男   | 69   | 9月4日   | 居住在海珠区江南中街道，在密切接触者排查中发现，是本土确诊病例                     | 广州市 |
| 35 | 男   | 33   | 9月4日   | 居住在天河区珠吉街道，在重点人群排查中发现，是本土确诊病例                         | 广州市 |
| 36 | 男   | 25   | 9月4日   | 居住在番禺区大石街道，在重点人群排查中发现，是本土确诊病例                         | 广州市 |
| 37 | 女   | 68   | 9月4日   | 居住在荔湾区龙津街道，在密切接触者排查中发现，是本土无症状感染者                   | 广州市 |
| 38 | 男   | 23   | 9月5日   | 居住在番禺区大石街道，在密切接触者排查中发现，是本土确诊病例                       | 广州市 |
| 39 | 女   | 29   | 9月5日   | 居住在番禺区大石街道，在密切接触者排查中发现，是本土确诊病例                       | 广州市 |
| 40 | 男   | 70   | 9月5日   | 居住在海珠区新港街道，在密切接触者排查中发现，是本土确诊病例                       | 广州市 |
| 41 | 男   | 58   | 9月5日   | 居住在海珠区江南中街道，在密切接触者排查中发现，是本土确诊病例                     | 广州市 |
| 42 | 女   | 34   | 9月5日   | 居住在天河区珠吉街道，在密切接触者排查中发现，是本土确诊病例                       | 广州市 |
| 43 | 男   | 2    | 9月5日   | 居住在番禺区大石街道，在密切接触者排查中发现，是本土无症状感染者                   | 广州市 |
| 44 | 男   | 70   | 9月5日   | 居住在海珠区沙园街道，在密切接触者排查中发现，是本土无症状感染者                   | 广州市 |
| 45 | 女   | 40   | 9月5日   | 居住在天河区珠吉街道，在管控区黄码人员排查中发现，是本土无症状感染者               | 广州市 |
| 46 | 男   | 59   | 9月6日   | 居住在海珠区龙凤街道，在密切接触者排查中发现，是本土确诊病例                       | 广州市 |
| 47 | 男   | 50   | 9月6日   | 居住在海珠区龙凤街道，在密切接触者排查中发现，是本土确诊病例                       | 广州市 |
| 48 | 女   | 62   | 9月6日   | 居住在白云区白云湖街道，在密切接触者排查中发现，是本土确诊病例                     | 广州市 |
| 49 | 男   | 34   | 9月6日   | 居住在天河区珠吉街道，在密切接触者排查中发现，是本土无症状感染者                   | 广州市 |
| 50 | 男   | 19   | 9月7日   | 居住在天河区珠吉街道，在管控区居家隔离人员排查中发现，是本土确诊病例               | 广州市 |
| 51 | 女   | 30   | 9月7日   | 居住在白云区白云湖街道，在密切接触者排查中发现，是本土无症状感染者                 | 广州市 |
| 52 | 女   | 4    | 9月8日   | 居住在番禺区大石街道，在密切接触者排查中发现，是本土确诊病例                       | 广州市 |

## 广州本地反应

### 地区风险
- 8月30日，海珠区对龙凤街道凤凰创意产业园以南、马涌以西、工业大道北以东、宝业北街-宝业路-荔福路以北的区域实施临时性封控管理，区域内暂停堂食，密闭半密闭场所和休闲娱乐场所暂停营业。[24][25][26]。
- 8月30日起，广州市在海珠区划定高风险区、中风险区、低风险区各1个[註 1][1][27][28]。
- 8月31日起，广州市对海珠区部分区域[註 2]实行临时管控[29]。
- 9月2日起，海珠区对江南大道中180号富力海珠城实施临时管控管理[30]。
- 9月2日起，广州市对番禺区大石街道部分区域[註 3]实行临时管控[31]。
- 9月2日起，番禺区部分区域划定为风险区域[註 4][32][33][34]。
- 9月4日起，番禺区大石街道大维村由低风险区调整为中风险区[35]。
- 9月5日起，天河区对珠吉街道辖内部分区域实行临时管控措施[註 5][36]。
- 9月5日12时起，海珠区解除对江南大道中180号富力海珠城B区10至40层（富力天域中心写字楼）的临时管控管理措施[37]。
- 9月6日17时起，海珠区将龙凤街道凤凰二街6号、7号、8号、9号、10号、11号、12号由高风险区调整为中风险区，将东至凤凰四街、西至工业大道北、南至荔福路、北至梅园南路围成区域由中风险区调整为低风险区，低风险区范围调整为龙凤街道、江南中街道、海幢街道、沙园街道昌岗中路以北区域（除中风险区、临时管控区域外），海珠区其他区域落实常态化防控措施[38]。
- 9月6日19时起，海珠区解除对江南大道中180号富力海珠城商业区（A区、B区）的临时管控措施[39]。
- 9月7日13时起，海珠区解除海幢街道宝山里区域（除宝贤大街7、7-1号，宝贤横巷7、9号外）的临时管控措施[40]。
- 9月7日15时起，海珠区解除龙凤街道近仁居5、7号，宝龙直街2、4、6、8号的临时管控措施[40]。
- 9月7日16时起，海珠区解除龙凤街道昆仑一街2、4、6、8、10、12及之一至三、14号，昆仑二街1、3、5及之一至六、7号，昆仑三街27号及其后座，面房街2号七座之106、108-115房的临时管控措施[40]。
- 9月7日17时起，海珠区解除龙凤街道将军直街6、6-1号，将军新村（除将军直街13号之一、之二外）的临时管控措施[40]。
- 9月7日18时起，海珠区解除龙凤街道逸蓝街9号、逸蓝华庭小区所在大楼底商的临时管控措施[40]。
- 9月8日15时起，番禺区对部分区域风险等级进行调整[註 6][41]。
- 9月9日5时起，海珠区解除沙园街道荔福路西基东57-60、73-74号临时管控措施，按低风险区管理[42]。
- 9月9日14时起，海珠区解除海幢街道仁厚直街5、7、9、11号，三和里4之一至二、12及之一、14、16-19、20及之一、21、22、23及之一、24-27、29、31号的临时管控措施，按低风险区管理[43]。
- 9月9日15时起，番禺区对部分区域风险等级进行调整[註 7][44]。
- 9月9日17时起，海珠区将龙凤街道凤凰二街6号、7号、8号、9号、10号、11号、12号由中风险区调整为低风险区。调整后，海珠区无中、高风险区，全域（除临时管控区域外）落实常态化防控措施[45]。
- 9月10日7时起，海珠区解除江南中街道万松园11-1、11-2号，贵德东街20号及之一至三的临时管控措施，落实常态化防控措施[46]。
- 9月10日10时起，海珠区解除龙凤街道能仁新街8、10、18、20、22号，汉海坊4、6、8、13号，兆和新街15、17号的临时管控措施[47]。
- 9月10日13时起，海珠区解除海幢街道宝贤大街7、7-1号，宝贤横巷7、9号的临时管控措施[47]。
- 9月10日15时起，海珠区解除龙凤街道怡龙大厦及其底商，昆仑一街18号，昆仑二街9、11、13、15、17、19号，将军直街13号之一、之二，逸蓝街11、13号的临时管控措施[47]。
- 9月11日14时起，番禺区大石街道大维村解除中风险区管控措施，大石街同步解除低风险区管控措施。解除后，番禺区无中、高风险区，全区实施常态化防控措施[48]。
- 9月12日5时起，海珠区解除沙园街道荔福路西基东69-72号的临时管控措施，落实常态化防控措施[49]。
- 9月12日14时起，海珠区解除海幢街道仁厚直街13、15、17号的临时管控措施，落实常态化防控措施[50]。
- 9月13日10时起，海珠区解除龙凤街道能仁新街12号、14号、16号的临时管控措施，落实常态化防控措施[51]。

### 大规模核酸检测

#### 海珠区
- 8月30日，海珠区开展第一轮全区全员核酸检测[52][53]。
- 8月31日，海珠区开展第二轮全区全员核酸检测[54][55]。
- 9月1日，海珠区开展第三轮全区全员核酸检测[56][57]。
- 9月2日，海珠区新港、昌岗、滨江、素社、江南中、海幢、南华西、龙凤、沙园、南石头、凤阳街道开展全员核酸检测[58]（后将检测范围扩大到全区[59]）。
- 9月5日，海珠区江南中、海幢、龙凤、沙园街道开展全员核酸检测[60]。

#### 荔湾区
- 8月30日，荔湾区东漖、白鹤洞、冲口、花地街道开展全员核酸检测[61]。
- 8月31日，荔湾区东沙、白鹤洞、冲口、花地、华林、岭南[62]和茶滘街道[63]开展全员核酸检测。
- 9月1日，荔湾区石围塘、中南、海龙[64]和沙面街道[65]开展全员核酸检测。
- 9月2日至3日，荔湾区连续开展两轮全区全员核酸检测[66]。
- 9月4日，荔湾区龙津街道开展全员核酸检测[67]。

#### 番禺区
- 9月2日，番禺区化龙镇开展全员核酸检测[68]。
- 9月2日至4日，番禺区洛浦街道连续开展三轮全员核酸检测[69]。
- 9月3日，番禺区开展全区全员核酸检测[70]。

#### 其他区
- 9月2日，白云区[71]（包括云城街道[72]、石井街道[73]）、天河区[74]开展全区全员核酸检测。
- 9月2日至3日，越秀区连续开展两轮全区全员核酸检测[75][76]。
- 9月3日，天河区全区[77]、花都区新华街、新雅街、花山镇、花东镇全域[78]开展全员核酸检测。
- 9月4日，花都区秀全街、花城街、赤坭镇、炭步镇、狮岭镇、梯面镇全域开展全员核酸检测[78]。
- 9月6日，天河区开展全区全员核酸检测[79]。

### 教育与考试
- 8月31日8时至9月2日24时，海珠区区内中小学阶段学校、幼儿园暂停返校及线下教学、校外培训机构暂停线下教学，托育、托管机构暂停服务[80][81][82][1][3]。
- 9月1日，广州市教育局要求全市各学校师生员工持48小时核酸检测阴性证明返校，返校后落实常态化核酸检测要求[3]。
- 9月1日，广州市儿童活动中心发出通告，该中心（童心路教学点和齐心路教学点）2022年秋季班由9月3日开课（周五班为9月2日、周日班为9月4日）[83]推迟到2022年9月17日开课（周五班为9月16日、周日班为9月18日）[84]。
- 9月4日，番禺区新型冠状病毒肺炎疫情防控指挥部发出《广州市番禺区新型冠状病毒肺炎疫情防控指挥部关于调整相关风险区域和防控措施的通告（第33号）》，要求所有8月29日以来居住在大石街的师生暂停离开大石街跨区域返校[35]。
- 9月5日起，海珠区除中高风险地区外的中小学阶段学校、幼儿园有序恢复线下教学，师生员工返校前须提供24小时核酸检测阴性证明，返校后一周原则上家校“两点一线”，核酸检测两天一检。校外培训机构、托育、托管机构有序恢复线下服务[85]。

### 交通出行
- 9月3日起，海珠区、番禺区居民持24小时核酸阴性证明离开本区[32][33][86]。
- 9月5日0时起，海珠区、番禺区非风险区域居民离开本区无需持24小时阴性证明，低风险区按规定持48小时核酸检测阴性结果出行[85]。

#### 公交车
自8月31日首班车起，大量公交被取消。海珠区内所有公交车已在9月5日全部恢复正常运营。

#### 地铁
| 轨道交通车站 | 线路           | 暂停运营時間  | 恢复运营時間 |
| ------------ | -------------- | ------------- | ------------ |
| 市二宫站     | █2号线         | 2022年8月31日 | 2022年9月5日 |
| 江南西站     | █2号线         | 2022年8月31日 | 2022年9月5日 |
| 昌岗站       | █2号线 █8号线  | 2022年8月31日 | 2022年9月5日 |
| 同福西站     | █8号线         | 2022年8月31日 | 2022年9月5日 |
| 凤凰新村站   | █8号线         | 2022年8月31日 | 2022年9月5日 |
| 宝岗大道站   | █8号线         | 2022年8月31日 | 2022年9月5日 |
| 晓港站       | █8号线         | 2022年8月31日 | 2022年9月5日 |
| 沙园站       | █8号线 █广佛线 | 2022年8月31日 | 2022年9月5日 |

8月31日，广州市交通运输主管部门对地铁2号线江南西站、市二宫站，8号线晓港站、宝岗大道站、凤凰新村站、同福西站，2号线及8号线昌岗站，8号线及广佛线沙园站，采取关闭所有出入口、停止对外运营服务措施（列车在江南西站、市二宫站、晓港站、宝岗大道站、凤凰新村站、同福西站双向不停站通过，昌岗站、沙园站仅保留站内换乘功能）（以上车站均在9月5日起恢复正常运营）。

#### 公路客运
9月3日起，广州公交集团交通站场中心属下南站枢纽公司海珠客运站、广州南汽车客运站要求所有进站乘客、司乘均须提供24小时核酸阴性证明方可进站乘车，并分车次进行信息登记。

#### 水上客运
- 9月2日，广州公交集团客轮有限公司发布公告，从9月3日起，在鳌洲码头、堑口码头、纺织码头、白蚬壳码头、中大码头、南浦码头、新洲码头乘坐水巴的市民需扫码头场所码，并持24小时核酸阴性证明方可登船[93]。
- 9月4日，广州公交集团客轮有限公司发布公告，从9月5日起，在鳌洲码头、堑口码头、纺织码头、白蚬壳码头、中大码头、南浦码头、新洲码头乘坐水巴的市民无需持24小时核酸检测阴性证明，处在低风险区的码头按相关规定执行防控措施[94][95]。

### 公共场所

#### 图书馆
根据疫情防控工作需要，广州图书馆9月1日临时闭馆1天。

#### 会展场馆
原定于9月4日-7日举办的第60届中国（广州）国际美博会，因疫情原因，确定延期到9月21日-24日举行。

## 外部連結
- 中华人民共和国国家卫生健康委员会疫情信息 （页面存档备份，存于）
- 广东省卫生健康委员会疫情信息 （页面存档备份，存于）
- 广州市卫生健康委员会疫情信息（页面存档备份，存于）